# Lew Temple
Lew Temple (Louisiana, 2 oktober 1967) is een Amerikaans acteur. Hij is het best bekend als Axel uit het derde seizoen van The Walking Dead.

## Biografie
Temple groeide op in Texas. Hij speelde Baseball op school en ook in zijn latere leven ging hij hiermee door en studeerde af in 1985. Hij is een bekend gezicht in verschillende horrorfilms van de laatste decennia.
In 2015 ontving Temple een Lifetime Achievement Award van het jaarlijkse Gulf Coast Film and Video Festival. De prijs wordt uitgereikt aan een acteur die wordt erkend voor zijn voortdurende werk in de film- en video-industrie.

## Filmografie

### Films
Selectie:
- 2019: Once Upon a Time in Hollywood - als Lew de landpiraat
- 2018: A Boy Called Sailboat - als DJ
- 2017: Kidnap - als Terrence Terry Vicky
- 2016: 31 - als Psycho-Head
- 2015: The Grace of Jake - als Alvah
- 2013: Night Moves - als Kampeerder
- 2013: The Lone Ranger - als Hollis
- 2012: Lawless - als Hulpsheriff Henry Abshire
- 2011: Rango - als Furgus (stem)
- 2010: Unstoppable - als Ned Oldham
- 2010: The Killing Jar - als Lonnie
- 2009: Silent Night, Zombie Night - als Jeffrey Hannigan
- 2007: Halloween - als Noel Kluggs
- 2007: Waitress - als Cal
- 2006: Déjà Vu - als Paramedicus
- 2006: The Texas Chainsaw Massacre: The Beginning - als Sheriff Winston
- 2005: The Devil's Rejects - als Adam Banjo
- 2005: Domino - als Locus Fender
- 2003: 21 Grams - als Sheriff

### Televisieseries
Alleen televisieseries met minimaal twee afleveringen:
- 2018-2020: 5th Ward als Bob Coletti - 8 afl.
- 2012-2013: The Walking Dead als Axel - 8 afl.
- 1996-2001: Walker, Texas Ranger als Oliver Olmedo - 4 afl.

- Bibliothèque nationale de France: cb16250968g (data)
- Gemeinsame Normdatei: 1152284096
- International Standard Name Identifier: 0000 0001 0836 6195
- Library of Congress Control Number: no2008042398
- Virtual International Authority File: 49032575
- WorldCat: E39PBJcWqpKq9Q9bJHTp6Hwt8C